# Concurso Internacional de Oboe de Japón
El Concurso Internacional de Oboe de Japón (こくさいオーボエコンクール THE INTERNATIONAL OBOE COMPETITION OF JAPAN) es un concurso de música clásica japonesa patrocinado por la Sony Music Foundation. Es miembro de la Federación Mundial de Concursos Internacionales de Música desde 2011.El ganador de la última edición (2023) fue el español Ángel Luis Sánchez Moreno.

## Descripción general
Esta competición es una de las competiciones internacionales de oboe más importantes del mundo.
Además de difundir el verdadero valor del oboe, su objetivo principal es producir y formar oboístas, ampliar sus oportunidades en Japón y el mundo y contribuir al desarrollo de la cultura musical con una perspectiva internacional.

## Historia
Se celebra cada tres años desde 1985. La séptima edición tuvo lugar en Tokyo, las ediciones 8.ª (2006) a 11ª (2006) tuvieron lugar en el Karuizawa Ohga Hall en la prefectura de Nagano, y la 12.ª edición de 2018 se llevó a cabo nuevamente en Tokio. La 13.ª competición fue pospuesta debido a la pandemia de COVID-19 y se celebró en 2023.

## Requisitos de calificación
Pueden participar personas entre 18 y 30 años, excluyendo a quienes hayan obtenido el primer lugar en esta competencia en el pasado.

## Comité de jueces
El jurado está formado por siete intérpretes de instrumentos de viento, principalmente oboístas famosos de todo el mundo y de Japón. El presidente del jurado es Hansjörg Schellenberger, ex oboísta solista de la Orquesta Filarmónica de Berlín. Los jueces habituales incluyen a Maurice Bourgue, ex oboísta principal de Orquesta Philharmonia, Gordon Hunt, ex oboísta principal de la Nueva Filarmónica de Japón y actual profesor de la Facultad de Música de la Universidad Nacional de Bellas Artes y Música de Tokio Yoshiaki Obata, oboísta principal de Nueva Filarmónica de Japón. También forman parte del jurado el oboísta Kenichi Furube y al fagotista principal de la Orquesta Sinfónica Yomiuri Nippon, Masaru Yoshida .
Seizo Suzuki, que era amigo cercano de Ohga, fue presidente del jurado desde su fundación hasta que fue sucedido por Shellenberger, y Ray Still e Ilsey Tanchibudek también se han unido al jurado en múltiples ocasiones.
Además de los miembros anteriores, participaron en la décima edición Larry Combs (ex clarinete solista de la Orquesta Sinfónica de Chicago), en la undécima Alan Fogel (oboe solista de la Orquesta de Cámara de Los Ángeles) y en la duodécima  Dwight Perry (Oboe principal de la Orquesta Sinfónica de Cincinnati).

## Calendario de exámenes
Esta competición consta de una ronda preliminar y una ronda final. Primero, se llevará a cabo un examen preliminar cerrado utilizando fuentes de sonido grabadas, y aquellos que aprueben serán seleccionados para participar en la primera ronda preliminar, la segunda ronda preliminar (semifinal) y la selección principal (final) que tendrán lugar en Japón.

## Premios
En este concurso se premiarán del 1.º al 3.º lugar y los del 4.º lugar e inferiores recibirán premios. Además, están el Premio Sony (para todos los concursantes de la ronda final), el Premio de Estímulo (otorgado a los concursantes de nacionalidad japonesa que el comité de jueces considere aptos) y el Premio del Público (el duodécimo concursante a partir de ahora). A partir del décimo concurso, el primer premio recibirá otro nombre, Premio Ohga, en honor a Norio Ohga (primer presidente de la Sony Music Foundation), quien fue el promotor de este concurso. Los ganadores recibirán certificados y premios en metálico, y los principales ganadores actuarán en el concierto de los mejores ganadores y del jurado que se celebrará el día después de la final.

## Lista de ganadores anteriores
| Año  | Primer premio                  | Segundo premio                   | Tercer premio                     |
| ---- | ------------------------------ | -------------------------------- | --------------------------------- |
| 2023 | Ángel Luis Sánchez Moreno      | Hyun Jung Song                   | Leonid Surkov                     |
| 2018 | Desierto                       | Yuka Asahara                     | Andrey Cholokyan Armand Djikoloum |
| 2015 | Kanami Araki                   | Juri Vallentin                   | Philibert Perrine                 |
| 2012 | Olivier Stankiewicz            | Ami Kaneko                       | Nanako Kondo                      |
| 2009 | Iván Podiómov Viola Wilmsen    | Philippe Tondre                  | Desierto                          |
| 2006 | Lucas Macías Navarro           | Nora Cismondi                    | Mikhail Zhuravlev                 |
| 2003 | Vilem Vevelka                  | Martin Frutiger Domenico Orlando | Sebastián Gimeno Balboa           |
| 2000 | Alexandre Gattet               | Desierto                         | Sébastien Giot Pavel Sokolov      |
| 1997 | Desierto                       | Yeon-Hee Kwak                    | Anne Regine Eric Speller          |
| 1994 | Giovanni Deangeli Paolo Grazia | Desierto                         | Matthias Backer                   |
| 1991 | Jérôme Guichard                | Brigitte Horlitz                 | Mika Takai                        |
| 1988 | Desierto                       | Alex Klein Jacques Tys           | Peter W. Cooper                   |
| 1985 | Desierto                       | Isao Tsuji Francis-Xavier Bourin | Jean-Pierre Arnaud                |